# Championnat d'Espagne de football 1974-1975
Navigation
Championnat d'Espagne 1973-74 Championnat d'Espagne 1975-76
Le Championnat d'Espagne de football de Primera División 1974-1975 est la 44e édition de ce championnat. Le Real Madrid est sacré champion.

## Classement
| Rang | Équipe                 | Pts | J  | G  | N  | P  | Bp | Bc | Diff |
| ---- | ---------------------- | --- | -- | -- | -- | -- | -- | -- | ---- |
| 1    | Real Madrid C          | 50  | 34 | 20 | 10 | 4  | 66 | 34 | +32  |
| 2    | Real Saragosse         | 38  | 34 | 15 | 8  | 11 | 58 | 47 | +11  |
| 3    | FC Barcelone T         | 37  | 34 | 15 | 7  | 12 | 57 | 36 | +21  |
| 4    | Real Sociedad          | 36  | 34 | 12 | 12 | 10 | 37 | 32 | +5   |
| 5    | Hércules Alicante P    | 36  | 34 | 11 | 14 | 9  | 37 | 36 | +1   |
| 6    | Atlético Madrid        | 35  | 34 | 11 | 13 | 10 | 46 | 34 | +12  |
| 7    | UD Salamanca P         | 35  | 34 | 10 | 15 | 9  | 33 | 29 | +4   |
| 8    | Elche CF               | 34  | 34 | 13 | 8  | 13 | 35 | 44 | -9   |
| 9    | Real Betis Balompié P  | 34  | 34 | 13 | 8  | 13 | 35 | 44 | -9   |
| 10   | Atlético Bilbao        | 33  | 34 | 13 | 7  | 14 | 40 | 42 | -2   |
| 11   | Espanyol Barcelone     | 33  | 34 | 14 | 5  | 15 | 38 | 47 | -9   |
| 12   | Valence CF             | 32  | 34 | 12 | 8  | 14 | 53 | 48 | +5   |
| 13   | UD Las Palmas          | 32  | 34 | 12 | 8  | 14 | 41 | 39 | +2   |
| 14   | Real Sporting de Gijón | 32  | 34 | 11 | 10 | 13 | 40 | 40 | 0    |
| 15   | Grenade CF             | 31  | 34 | 10 | 11 | 13 | 35 | 47 | -12  |
| 16   | CD Málaga              | 31  | 34 | 13 | 5  | 16 | 33 | 42 | -9   |
| 17   | Celta Vigo             | 30  | 34 | 10 | 10 | 14 | 30 | 41 | -11  |
| 18   | Real Murcie            | 23  | 34 | 7  | 9  | 18 | 31 | 66 | -35  |

- Champion, qualification pour la Coupe des clubs champions 1975-1976 en tant que champion
- Qualification pour la Coupe des vainqueurs de coupe de football 1975-1976 en tant que finaliste de la Coupe d'Espagne
- Qualification pour la Coupe UEFA 1975-1976
- Relégation en Segunda División

## Bilan de la saison
| Championnat d'Espagne de football 1974-1975 |                         |
| Champion                                    | Real Madrid (16e titre) |
| Dauphin                                     | Real Saragosse          |
| Coupes et trophées                          |                         |
| Vainqueur de la Coupe d'Espagne 1974-1975   | Real Madrid             |
| Promotions et relégations                   |                         |
| Promus en Primera División                  | Real Oviedo             |
| Promus en Primera División                  | Racing Santander        |
| Promus en Primera División                  | Séville FC              |
| Relégués en Segunda División                | CD Málaga               |
| Relégués en Segunda División                | Celta Vigo              |
| Relégués en Segunda División                | Real Murcie             |